# Language Contact and Lexical Enrichment in Israeli Hebrew

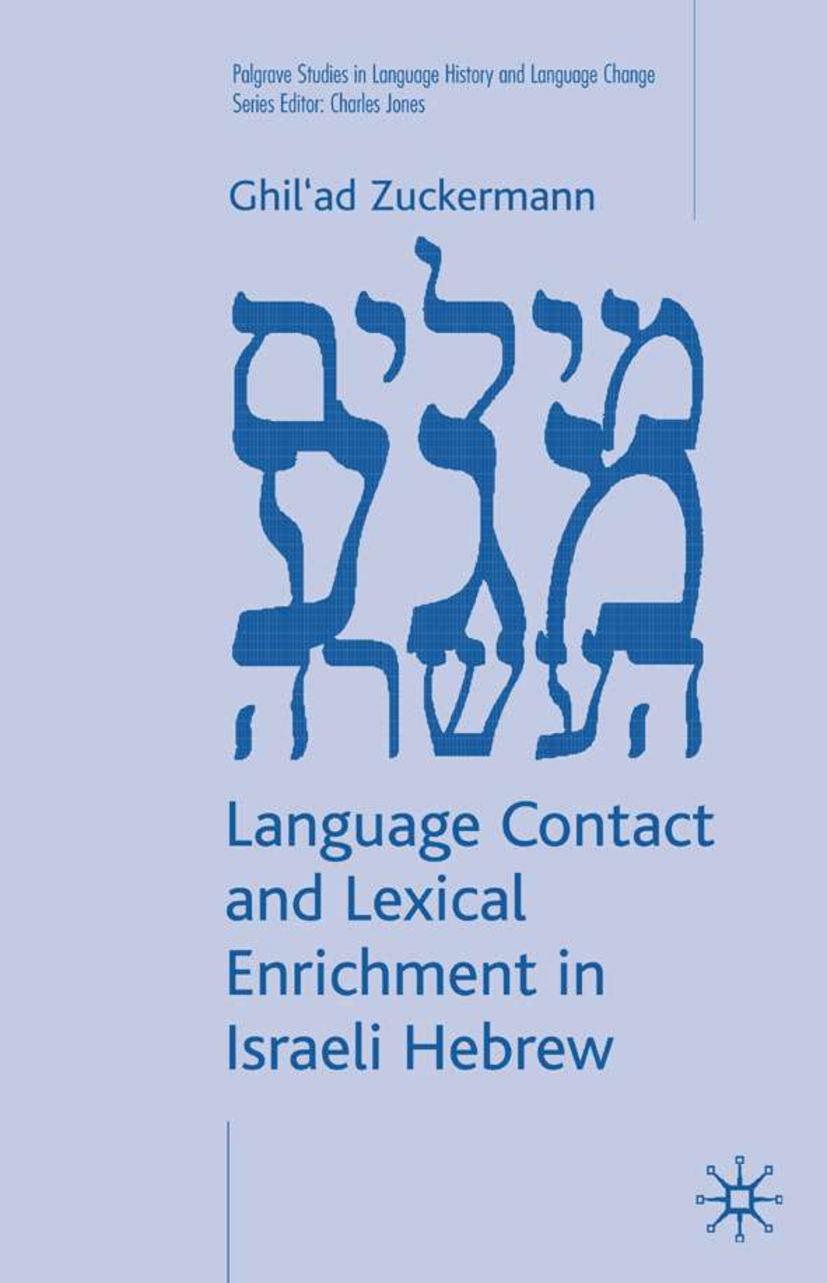
Contact linguistique et enrichissement lexical en hébreu israélien

Language Contact and Lexical Enrichment in Israeli Hebrew (traduction libre: Contact linguistique et enrichissement lexical en hébreu israélien) est un ouvrage écrit par le linguiste Ghil'ad Zuckermann, publié en 2003 par Palgrave Macmillan. Il propose un cadre socio-philologique pour l'analyse des « emprunts camouflés ». Pour la première fois, il introduit une classification des « néologismes multisourcés », de nouveaux mots fondés sur deux sources ou plus. 

## Résumé
Ce livre est la première monographie publiée dans la série Palgrave Studies in Language History and Language Change.
Il offre des perspectives sur l'étymologie, la formation des mots, le changement linguistique, les mots empruntés et le contact des langues. Il établit une classification des néologismes, de leurs champs sémantiques, des rôles des langues sources et des attitudes des puristes et des locuteurs natifs ordinaires vis-à-vis des néologismes. Il analyse la tension entre la créativité linguistique d'une part, et la préservation d'une identité linguistique distincte d'autre part. 
L'analyse présentée dans ce livre remet en question la typologie classique d' emprunt lexical d ' Einar Haugen. Alors que Haugen classe les emprunts en substitution ou en importation, ce livre explore les cas de «substitution et importation simultanées» sous la forme d'emprunts camouflés. La correspondance phonétique, la correspondance phonétique sémantique, la correspondance phono-sémantique et le calque en sont des exemples. 
Le livre examine des mots et des phrases en israélien (hébreu moderne), turc, chinois mandarin, japonais, arabe, yiddish, estonien, swahili, pidgins et créoles . 

## Format
Il compte 304 pages, dont un index. La couverture du livre comporte trois mots hébreux israéliens : 
- מילים milím, qui signifie "mots".
- מגע magá, qui signifie "contact".
- העשרה ha'ashará, qui signifie "enrichissement".

## Accueil
Geoffroy Lawis (Université d'Oxford), James A. Matisoff (Université de Californie, Berkeley ), Jeffrey Heath (Université du Michigan) et Shmuel Bolozky (Université du Massachusetts), formulent des critiques positives à l'égard de ce livre.
Selon Joseph T. Farquharson (sur le site web Linguistlist) : « ce livre est une exceptionnelle érudition qui représente sans aucun doute une étape importante dans le domaine de la lexicologie. L'attention de Zuckermann pour les détails a fait de ce travail une mini-encyclopédie,dans la tradition de l'érudition juive. Généralement, ses étymologies sont bien pensées et établissent une norme pour la recherche, actuelle et future. [...] Il serait imprudent, pour tout lexicographe, lexicologue, étymologiste, spécialiste de la planification linguistique, morphologiste, de ne pas avoir un exemplaire de ce livre à portée de main, bien qu'il soit accessible à un public large. Zuckermann s'est donné une tâche ambitieuse qu'il a brillamment réussie. ». 

### Critiques de l'ouvrage
- Fang, Xinxin (方欣欣) (2004). «Revue de« Contact linguistique et enrichissement lexical en hébreu israélien »», Enseignement et recherche en langues étrangères 36 (1), pp.   71–72.
- Farquharson, Joseph T. (2005). "Review of 'Language Contact and Lexical Enrichment in Israel Hebrew'", Linguist List 16.1399: Book Review.
- Kaye, Alan S. (2004). "Revue de 'Contact linguistique et enrichissement lexical en hébreu israélien'", California Linguistics XXIX (1).
- Yadin, Azzan (2005). «Revue de« Contact linguistique et enrichissement lexical en hébreu israélien »», Journal of Modern Jewish Studies 4 (2), pp.   243–245.